# Microsoft Flight Simulator X
Microsoft Flight Simulator X — компьютерная игра в жанре авиасимулятора, разработанная компаниями Aces Game Studio и Dovetail Games. Часть серии игр Microsoft Flight Simulator.
Релиз игры состоялся 13 октября 2006 года.

## Игровой процесс

### Многопользовательская игра
Microsoft Flight Simulator X имеет сетевую игру, где можно объединиться с другими пилотами и летать вместе. Можно даже нескольким пилотам быть в одной кабине одного самолёта под одним позывным, что может упрощать управление. Обычно в разделе сетевой игры создаются частные небольшие серверы. Вы можете быть как пилотом, так и диспетчером (в расширенной версии). Большие отдельные серверы с дополнительным программным обеспечением, составляющие сеть, объединяют большое количество пилотов и диспетчеров одновременно по всей планете.

## Издания
Flight Simulator X вышел в двух версиях, стандартной и расширенной. Стандартная включает в себя 18 летательных аппаратов, 28 городов, 40 детализированных аэропортов. В расширенную версию входят 24 летательных аппарата, 38 городов и 45 детализированных аэропортов.
Также существует бесплатная демоверсия игры, включающая в себя 5 летательных аппаратов, 2 миссии и несколько аэропортов отдельного региона. По версии журнала «Лучшие компьютерные игры», Microsoft Flight Simulator X занимает первое место по размеру игрового мира: планета площадью 510 млн км² суши и океанов.

## Отзывы
| Сводный рейтинг | Сводный рейтинг |
| Агрегатор       | Оценка          |
| --------------- | --------------- |
| GameRankings    | 79,79 %         |